# Mireya Moscoso
Mireya Elisa Moscoso Rodríguez de Arias (f. 1. juli 1946) var Panamas præsident i 1999-2004.
Hun er enke efter den tidligere præsident Arnulfo Arias.
1. ↑  Navnet er anført på svensk og stammer fra Wikidata hvor navnet endnu ikke findes på dansk.
2. ↑  Navnet er anført på bokmål og stammer fra Wikidata hvor navnet endnu ikke findes på dansk.